# Wajak Kidul
Wajak Kidul is een bestuurslaag in het regentschap Tulungagung van de provincie Oost-Java, Indonesië. Wajak Kidul telt 2596 inwoners (volkstelling 2010).